# Kiel Institute for the World Economy
Il Kiel Institute for the World Economy (Institut für Weltwirtschaft, IfW) è un centro di ricerca di economia e think tank con sede a Kiel, in Germania. È uno dei più importanti think tank europei e mondiali in Economia internazionale, ed occupa il 4º posto al mondo nel campo della Politica Economica.
L'Istituto annovera una biblioteca di 4 milioni di pubblicazioni su stampa e versioni digitali e circa 32.000 sottoscrizioni a giornali e periodici, risultando la più grande biblioteca di natura economica del mondo.
È affiliato con l'Università di Kiel e coopera strettamente con il Dipartimento di Economia e delle Scienze Sociali, dal quale ne è però indipendente sia dal punto di vista legale che accademico.
Dal 1º gennaio 2007, è un'organizzazione indipendente no-profit (fondazione di diritto pubblico).
L'Istituto è parte di un'associazione di centri di ricerca denominata Leibniz Association ed è composto da circa 160 ricercatori, 80 dei quali sono economisti. L'attuale presidente è Dennis Snower.

## Storia
Il Kiel Institute fu fondato sotto il nome Königliches Institut für Seeverkehr and Weltwirtschaft an der Christian-Albrechts-Universität zu Kiel il 18 febbraio 1914. Fin dalla fondazione, la sua missione fu quella di studiare l'economia mondiale, missione unica a quel tempo dato che altri istituti di ricerca erano principalmente concentrati sulle economie nazionali. Il fondatore, nonché primo presidente, Bernhard Harms fu il primo a istituire una biblioteca per l'attività di ricerca, che fu poi ampliata successivamente dal presidente Wilhelm Gülich. La biblioteca dell'Istituto è oggi la più grande biblioteca di economia del mondo. Bernhard Harms attribuì grande importanza al legame tra attività di ricerca ed economia applicata e, soprattutto, all'insegnamento dei risultati della ricerca scientifica ai giovani studenti di economia. Durante la Repubblica di Weimar, l'Istituto acquisì una solida reputazione per la competenza dimostrata in Economia Internazionale. Nel 1926, fu istituito un dipartimento di ricerca in statistica economica e del ciclo economico, il quale attribuì all'Istituto un profilo di ricerca maggiormente afferente alla teoria del ciclo economico (business cycle theory). Il dipartimento fu diretto da Adolf Löwe e tra i più prominenti ricercatori si annoverano: Gerhard Colm, Hans Neisser, Jacob Marschak, ed il futuro premio Nobel per l'Economia Wassily Leontief.
Quando i nazisti andarono al potere, lo staff ebreo fu obbligato ad abbandonare l'Istituto. Il dipartimento di statistica economica e di ricerca in teoria del ciclo economico ne subì maggiormente le conseguenze. Molti membri dello staff e ricercatori emigrarono negli Stati Uniti dove divennero importanti professori di economia. Bernhard Harms inizialmente non si oppose ai nazisti e rimase presidente dell'Istituto. Fu poi costretto alle dimissioni per essersi opposto all'espulsione imposta dai nazisti agli Ebrei dell'Istituto. Si trasferì quindi a Berlino, dove ricoprì la carica di professore onorario fino alla sua morte nel 1939.
Ad Harms subentrò Jens Jessen, ma gli attriti coi nazisti lo indussero a trasferirsi presso l'Università di Marburgo nell'ottobre del 1934.
Prese il suo posto Andreas Predöhl, che per molto tempo ebbe modo di lavorare con Harms. Predöhl diresse l'Istituto dal luglio 1934 al Novembre 1945. Ne consolidò il legame con l'Università di Kiel ed evitò che la biblioteca dell'Istituto fosse ripulita da opere di autori Ebrei. Durante il suo mandato, la biblioteca fu in grado di acquistare letteratura straniera anche durante il periodo nazista. Durante la seconda guerra mondiale, la maggior parte del materiale bibliografico fu trasferito a Ratzeburg, una mossa che ne evitò la distruzione durante il conflitto.
Dopo la guerra, le autorità occupanti britanniche sollevarono Predöhl dall'incarico di direttore dell'Istituto (Novembre 1945) al quale gli fu lasciato quello di professore all'Università di Kiel. Si trasferì poi presso l'Università di Münster nel 1953. A Münster morì nel 1974, all'età di 80 anni.
Friedrich Hoffmann prese temporaneamente il posto di Predöhl e, nel 1948, gli subentrò Fritz Baade (1893-1974), il quale grazie alle sue connessioni con gli Stati Uniti riuscì a riportare l'Istituto al centro della comunità scientifica internazionale.
Nel 1961 Erich Schneider (1900-1970) subentrò a Fritz Baade. Eminente propositore del Keynesismo in Germania ed autore del bestseller “Introduzione all'Economia”, Schneider consolidò il rapporto dell'Istituto con l'Università di Kiel, permettendo a molti ricercatori di occupare cattedre presso università tedesche e non. Nel 1964, in occasione del 50º anniversario dell'Istituto, Schneider instaurò il “Premio Bernhard Harms” che nello stesso anno fu assegnato a Gerhard Colm, uno dei primissimi ricercatori dell'Istituto, divenuto poi professore e consulente del Presidente statunitense Harry Truman, nonché ideatore della riforma valutaria tedesca del 1948.
Tra i più recenti assegnatari del premio si annoverano: Kenneth Rogoff (Harvard University) nel 2008, Raghuram Rajan (University of Chicago) nel 2010, e Gene Grossman (Princeton University) nel 2012.
Herbert Giersch (1921-2010) divenne direttore operativo del Kiel Institute nel 1989, divenendone successivamente anche presidente. Durante il suo mandato, l'agenda di ricerca dell'Istituto fu dettata dalle numerose trasformazioni in atto nell'economia mondiale: il collasso del sistema di Bretton Woods, l'improvviso aumento del prezzo del petrolio, l'entrata dei paesi emergenti nella produzione manifatturiera destinata al mercato mondiale. Giersch rafforzò l'attività di consulenza e di policy dell'Istituto in Germania attribuendogli un ruolo di eccellenza intellettuale nel cosiddetto German Council of Economic Experts. In questo ruolo, l'Istituto fu spesso in contrasto con il Governo tedesco a causa di divergenze su temi cruciali di politica economica: politiche sul tasso di cambio, politica monetaria, lavoro, e politica industriale. Sotto la guida di Giersch, l'Istituto si diede un profilo di ricerca di respiro internazionale e maggiormente applicato, assumendo un ruolo di primo piano nel cosiddetto Special Research Area 86 for Global Economics and Global Economic Affairs.
A Giersch gli subentrò Horst Siebert (1938-2009) nel 1989. Anche in questo periodo la scena economica mondiale fu caratterizzata da forte instabilità e storiche trasformazioni: il collasso delle economie comuniste, la Riunificazione tedesca, l'ascesa della Cina tra le potenze economiche mondiali, la rivoluzione tecnologica, le riforme del mercato del lavoro e dei sistemi previdenziali, tutti temi che divennero centrali insieme a quelli pressanti legati all'ambiente e all'utilizzo sostenibile delle risorse naturali e sui quali Siebert dovette indirizzare maggiormente l'attività di ricerca dell'Istituto. Siebert servì l'Istituto in qualità di presidente fino al 2003, periodo in cui fu anche consulente dell'allora Presidente della Commissione europea Romano Prodi. A fine mandato gli fu attribuito un titolo emerito.
Dopo 18 mesi di difficoltà nell'elezione di un nuovo presidente, nell'Ottobre del 2004 è stato eletto presidente Dennis Snower (nato a Vienna nel 1950 ma cresciuto negli Stati Uniti). Si tratta del primo non tedesco ad essere alla guida di un importante istituto di ricerca in Germania. Snower ha riorganizzato l'Istituto dalle basi e ne ha ridefinito la sua mission. Ha inoltre istituito eventi di prestigio internazionale quali il Global Economic Symposium (GES) –un forum internazionale per pensare globalmente a problemi globali a cui prendono parte policy maker, accademici, business executive e rappresentanti della società civile– e il Global Economy Prize Awards, un premio assegnato annualmente ad un economista, un politico, o un esponente del mondo imprenditoriale che si è contraddistinto per aver contribuito alla costruzione di una società giusta e protettiva basata sull'iniziativa individuale e sulla responsabilità. Il Global Economy Prize 2013 è stato assegnato all'economista e già premio Nobel Joseph Stiglitz, alla fisica e politico Gro Harlem Brundtland e all'imprenditore africano Mohammed Ibrahim.